# Quentin Derbier
Quentin Derbier (né le 24 juin 1985) est un coureur cycliste français. Spécialiste du VTT, il est notamment champion du monde de four cross en 2018.

## Palmarès en VTT

### Championnats du monde
- Val di Sole 2008
  - 26e du four cross
- Champéry 2011
  - 6e du four cross
- Leogang 2012
  - 13e du four cross
- Leogang 2013
  -  Médaillé de bronze du four cross
- Val di Sole 2017
  -  Médaillé d'argent du four cross
- Val di Sole 2018
  -  Champion du monde de four cross

### Coupe du monde
- 2010 : 10e du classement général